# Enoplognatha giladensis
Enoplognatha giladensis là một loài nhện trong họ Theridiidae.
Loài này thuộc chi Enoplognatha. Enoplognatha giladensis được miêu tả năm 1982 bởi Levy & Amitai.